# 合作乡
合作乡，是中华人民共和国四川省南充市仪陇县曾经下辖的一个乡。2019年9月，撤销合作乡和义门乡，将其所属行政区域划归义路镇管辖。

## 行政区划
合作乡撤销前下辖以下地区：
太子岩村、关门堰村、子游寺村、坳盘寨村、小垭口村、柳家沟村和安家坝村。